# ユーランドクラブ
ユーランドクラブは、秋田県秋田市に本拠地を置き、日本野球連盟に加盟していた社会人野球のクラブチームである。2009年から休部し、2016年に解散した。

## 概要
1991年に地元の野球愛好家たちが、『秋田ユーランドクラブ』としてチームを立ち上げた。「ユーランド」とは、地元秋田市にある温泉経営の企業名で、同チームの有力なスポンサーとなっている（選手のうち数名はユーランドにて勤務している）。
当初は結果を残すことができなかったが、近年は大卒選手やTDKからの移籍選手が加入し、全日本クラブ野球選手権大会に頻繁に出場するなど、徐々にクラブ激戦区の東北地区で頭角を現してきていた。しかし、経営母体の「ユーランド」が資金難を理由に活動停止を表明し、2009年2月4日付けでに休部になった。
その後、休部時に所属していた選手が中心となって、クラブチームの『ゴールデンリバース』を設立し、2009年3月26日付けで日本野球連盟に正式加盟した。なお、活動費等は全て選手らが拠出するとのことである。
2016年1月14日付けで、日本野球連盟が解散を承認し、正式に解散することになった。

## 設立・沿革
- 1991年 - 『秋田ユーランドクラブ』として設立
- 2001年 - クラブ選手権に初出場（2回戦敗退）
- 2002年 - 『ユーランドクラブ』に改称
- 2009年 - 休部
- 2016年 - 解散

## 主要大会の出場歴・最高成績
- 全日本クラブ野球選手権 - 出場4回・最高成績（2回戦敗退）

## 元プロ野球選手の競技者登録
- 仁部智（元：広島東洋カープ） - 投手→退団